# Wall Street : L'argent ne dort jamais

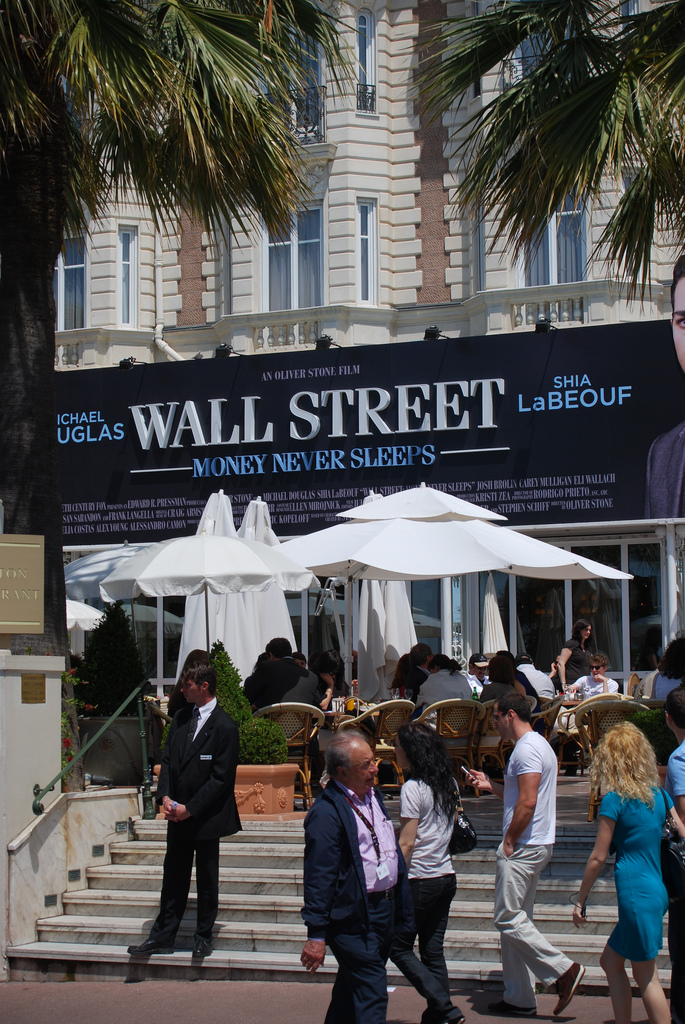
Promotion du film au Festival de Cannes 2010.

Pour les articles homonymes, voir Wall Street (homonymie).
Série
Wall Street
(1987)
Pour plus de détails, voir Fiche technique et Distribution.
Wall Street : L'argent ne dort jamais (Wall Street: Money Never Sleeps) est un film américain réalisé par Oliver Stone et sorti en 2010. C'est la suite du film Wall Street, du même réalisateur, sorti en 1987. Le film est présenté hors compétition au festival de Cannes 2010, une première pour un film du réalisateur.

## Synopsis
En 2001, Gordon Gekko sort de prison après avoir purgé une peine de 8 ans pour délit d'initié et diverses fraudes.
Sept ans plus tard, à Wall Street (New York), peu avant la crise financière de 2008, le jeune Jacob « Jake » Moore est trader chez Keller Zabel Investments. Il assiste à l'effondrement de sa banque et au suicide de son patron et mentor, Louis Zabel. Jake suit la piste des obscures tractations financières à l'origine de ces événements tout en essayant d'obtenir le contact avec Gordon Gekko, ex gourou de la finance et père de sa petite amie, Winnie. Celle-ci a coupé les ponts avec lui et lui reproche la mort de son frère survenue pendant son incarcération. S'approchant simultanément de Bretton James, responsable de la perte de son mentor selon lui, Jake se confronte aux maîtres du jeu.

## Fiche technique
- Titre original : Wall Street: Money Never Sleeps
- Titre francophone : Wall Street : L'argent ne dort jamais
- Réalisation : Oliver Stone
- Scénario : Allan Loeb et Stephen Schiff, d'après une histoire de Bryan Burrough, d'après les personnages créés par Stanley Weiser et Oliver Stone
- Directeur artistique : Paul D. Kelly
- Décors : Kristi Zea
- Costumes : Ellen Mirojnick
- Photographie : Rodrigo Prieto
- Montage : David Brenner et Julie Monroe
- Musique : Craig Armstrong
  - Paroles : David Byrne et Brian Eno
- Production : Eric Kopeloff, Oliver Stone, Edward R. Pressman et Michael Douglas
- Sociétés de production : Edward R. Pressman Films
- Société de distribution : 20th Century Fox
- Budget : 70 millions $ [1],[2]
- Format : Couleur - 2.35:1 - 35 mm
- Langue originale : anglais
- Durée : 133 minutes
- Dates de sortie[3] :
  - États-Unis : 24 septembre 2010
  - France : 14 mai 2010 (festival de Cannes 2010 - hors compétition)
  - France : 29 septembre 2010

## Distribution
- Michael Douglas (VF : Patrick Floersheim et VQ : Marc Bellier) : Gordon Gekko
- Carey Mulligan (VF : Élisabeth Ventura et VQ : Pascale Montreuil) : Winnie Gekko
- Shia LaBeouf (VF : Maël Davan-Soulas et VQ : Hugolin Chevrette) : Jacob « Jake » Moore
- Maria Bartiromo (VF : Danièle Douet) : la présentatrice du journal
- Austin Pendleton (VF : Michel Derain) : le Dr Masters
- Thomas Belesis (VF : Éric Legrand) : le trader de Zabel
- Frank Langella (VF : Féodor Atkine et VQ : Vincent Davy) : Louis Zabel
- Christian Baha : le responsable de la gestion alternative
- John Buffalo Mailer (VF : Axel Kiener) : Robby
- Vanessa Ferlito (VF : Marjorie Frantz et VQ : Bianca Gervais) : Audrey
- John Bedford Lloyd (VF : Jean-Luc Kayser) : le trésorier
- Charlie Sheen (VF : Éric Herson-Macarel) : Bud Fox (caméo non crédité)
- George Steven Blumenthal (VF : Jean-Bernard Guillard) : le président de la banque
- Jason Clarke : le chef des fédéraux à New York
- Josh Brolin (VF : Gilles Morvan et VQ : Gilbert Lachance) : Bretton James
- Eli Wallach (VF : Jean Lescot) : Jules Steinhardt
- Thomas M. Joyce (VF : Michel Paulin) : lui-même
- Faye Wattleton (VF : Pauline Larrieu) : la professeure à Fordham
- Oliver Stone : un investisseur
- Richard Stratton (VF : Jean-Jacques Nervest) : le gardien, au vestiaire de la prison
- Harry Kerrigan (VF : Christian Peythieu) : le gardien, à la sortie de la prison
- Sean Stone : un trader de la gestion alternative
- James Chanos : lui-même
- Jim Cramer (VF : Renaud Marx) : lui-même
- Susan Sarandon (VF : Béatrice Delfe et VQ : Claudine Chatel) : Sylvia Moore, la mère de Jake
- Natalie Morales : une partenaire de Churchill Schwartz
- Nan Lu (VF : Jim Adhi Limas) : Wang
- Nouriel Roubini : un économiste à la télévision
- Warren Buffett : lui-même
- Sylvia Miles : l'agent immobilier
- Tom Mardirosian (VF : Pierre Dourlens) : le procureur général
- Melissa Francis : elle-même (non créditée)
- Donald Trump : lui-même (non crédité, scène coupée dans la version cinéma mais présente sur le DVD)

## Production

### Genèse du projet
En 2007, The New York Times rapporte qu'une suite de Wall Street, intitulée Money Never Sleep, est entrée en préproduction et qu'un script a été développé par Stephen Schiff, journaliste de The New Yorker. The New York Times rapporte également qu'Oliver Stone ne souhaite pas réaliser cette suite, malgré les pressions de Michael Douglas. 
La 20th Century Fox confirme son attachement au projet, alors que Michael Douglas attend de lire le script avant de s'engager. Stanley Weiser, coscénariste du premier film, avait déjà écrit un projet de suite dans lequel Gekko sortait de prison et dans lequel l'histoire principale se déroulait en Chine. Mais le studio trouve le projet obsolète et, à la suite de la crise bancaire et financière de l'automne 2008, décide d'incorporer au script de nouveaux éléments. En octobre 2008, Allan Loeb, scénariste également courtier agréé, est ainsi engagé pour des réécritures.
En avril 2009, Oliver Stone est finalement confirmé comme réalisateur-producteur du film. Il avoue avoir changé d'avis après la crise bancaire et financière de l'automne 2008 et la réécriture du script par Allan Loeb.
Le titre du film est alors Money Never Sleeps, clin d’œil à une réplique du premier film Wall Street, dans une scène où Gordon Gekko appelle Bud Fox. Oliver Stone demande ensuite à le renommer Wall Street 2, avant d'être définitivement titré Wall Street: Money Never Sleeps.

### Attribution des rôles
Javier Bardem devait tenir le rôle du méchant Bretton James, mais il a refusé l'offre. Le studio contacte alors Edward Norton, Martin Henderson, Simon Baker, Mark Wahlberg, Aaron Eckhart ou encore James Franco. C'est finalement Josh Brolin, qui venait de tourner W. : L'Improbable Président avec Oliver Stone, qui est choisi.
Naomi Watts et Cate Blanchett ont également décliné des rôles. Avant que Carey Mulligan ne soit engagée, Blake Lively et Lea Michele ont été pressenties,.

### Tournage
Le tournage débute le 9 septembre 2009. Alors en promotion pour Une éducation, Carey Mulligan ne tourna ses scènes qu'en 15 jours, alors que le tournage était déjà bien entamé.
Lieux de tournage
 États-Unis
 New York
- 1 State Street Plaza (intérieurs du bureau londonien de Gordon Gekko) (New York)
- 161 West 61e rue, Manhattan (New York)
- Cunard Building - 25 Broadway (intérieurs du bal de charité) (New York)
- Université Fordham - 441 E. Fordham Road. Rose Hill, Bronx (New York)
- Metropolitan Museum of Art, Manhattan (extérieurs du bal de charité) (New York)
- Milburn Ave & Weir St, Hempstead, Long Island

 New Jersey
- Knight Capital Group - 545 Washington Blvd., Jersey City

 Émirats arabes unis
- Dubai

Pour se préparer au rôle, Shia LaBeouf a passé certains examens nécessaires pour être trader et se serait vite pris au jeu,.

### Musique
La musique du film est composée par Craig Armstrong. L'album de la B.O. sort le 21 septembre 2010 sur le label Todo Mundo. Il contient des chansons écrites par David Byrne et Brian Eno, issues de l'album Everything That Happens Will Happen Today.
Oliver Stone a repris pour son générique de fin la même chanson que pour le premier film.
Liste des titres
1. Prison (Craig Armstrong)
2. Home (David Byrne & Brian Eno)
3. Life Is Long (David Byrne & Brian Eno)
4. Sleeping Up (David Byrne)
5. Strange Overtones (David Byrne & Brian Eno)
6. Money (Craig Armstrong)
7. My Big Nurse (David Byrne & Brian Eno)
8. Helicopter Reveal (Craig Armstrong)
9. Dekha (Ali Zafar)
10. Tiny Apocalypse (David Byrne)
11. Lazy (David Byrne)
12. I Feel My Stuff (David Byrne & Brian Eno)
13. This Must Be The Place (Naïve Melody) (Talking Heads)

## Accueil

### Critique
Le film reçoit des critiques mitigées. Sur l'agrégateur américain Rotten Tomatoes, il récolte 55% d'opinions favorables pour 238 critiques et une note moyenne de 6⁄10. Le consensus du site résumé les critiques compilées : « C'est plus divertissant que de nombreuses suites, mais avec la réalisation d'Oliver Stone, un casting formidable et un scénario opportun qui reprend là où l'original s'est arrêté, Wall Street: Money Never Sleeps aurait dû être meilleur ». Sur Metacritic, il obtient une note moyenne de 59⁄100 pour 39 critiques.
En France, le film obtient une note moyenne de 2,3⁄5 sur le site Allociné, qui recense 24 titres de presse.

### Box-office
Malgré des critiques globalement mitigées, le film enregistre plus de 134 millions de dollars dans le monde, pour un budget estimé à 70 millions.
| Pays ou région    | Box-office      | Date d'arrêt du box-office | Nombre de semaines |
| ----------------- | --------------- | -------------------------- | ------------------ |
| États-Unis Canada | 52 474 616 $    | 23 décembre 2010           | 13                 |
| France            | 572 417 entrées |                            | -                  |
| Total mondial     | 134 748 021 $   | -                          | -                  |

## Analyse

### Caméos
Charlie Sheen fait une apparition non créditée dans le film, reprenant son rôle de Bud Fox. Oliver Stone fait également plusieurs apparitions dans le film, dans la peau d'un trader, comme il l'avait déjà fait dans le premier opus. Sylvia Miles reprend aussi son rôle d'agent immobilier. D'autres personnalités apparaissent dans leur propre rôle : Melissa Francis, Warren Buffett, Anthony Scaramucci, Donald Trump (scène coupée), Graydon Carter, Joe Keenan, etc. Edward Jay Epstein, conseiller technique du film, apparait brièvement lors de la scène à la réserve fédérale.
Lors que Jake rencontre Bretton James dans son bureau, une photographie de lui avec George Soros, investisseur et homme d'affaires controversé est visible.
Chez le tailleur à Londres, on peut voir une photographie de Kirk Douglas, le père de Michael Douglas.